# Adrian Uter
Adrian Carlos Uter (Kingston, 27 de octubre de 1984) es un jugador de baloncesto jamaicano con ascendencia estadounidense que pertenece a la plantilla del Al-Muharraq de la BPL de Baréin. Con 2,00 metros de altura, juega en la posición de pívot. Es internacional absoluto con Jamaica.

## Universidad
Tras formarse en el Springfield Gardens High School en Queens, Nueva York, se unió en 2002 a Broward College, situado en Fort Lauderdale, Florida, donde estuvo hasta 2004. En 2004 fue transferido a la Universidad de Hofstra, situada en Hempstead, Nueva York, donde estuvo sus dos últimas temporadas como junior y senior. En las dos temporadas con los Hofstra Pride jugó 59 partidos con un promedio de 7,6 puntos, 6,4 rebotes y 2,1 tapones.

## Trayectoria profesional
No fue elegido en el Draft de la NBA de 2006, pero fue escogido en la USBL por los Brooklyn Kings en 3 rd, puesto 22, aunque no llegó a jugar.
Su primera experiencia como profesional fue en el Allianz Swans Gmunden austríaco, donde jugó la temporada 2006-2007.
Para la temporada 2007-2008 fichó por el Saint-Vallier Basket Drôme de la Pro B francesa, acabando la temporada en el Illiabum Clube portugués. En Saint-Vallier jugó 11 partidos con un promedio de 5,2 puntos, 2,8 rebotes, 1 robo y 1,2 tapones en 15 min de media.
Los siguientes cinco años (de 2008 a 2013) los pasó en Israel. Fichó para la 2008-2009 por el Hapoel Lev HaSharon de la Liga Leumit (baloncesto). La siguiente temporada la disputó en las filas del Maccabi Habikaa, donde consiguió el ascenso a la Ligat ha'Al (baloncesto). La 2010-2011 la jugó en el Hapoel Tel Aviv B.C. y los siguientes dos años estuvo en el Maccabi Rishon LeZion de la primera división israelí, la Ligat ha'Al (baloncesto). En sus dos años con el Maccabi Rishon LeZion, jugó 64 partidos con un promedio 14,2 puntos, 8,3 rebotes, 2,2 asistencias, 1,6 robos y 1,4 tapones. Al término de la liga se fue al Caciques de Humacao puertorriqueño para acabar la temporada, donde en 14 partidos promedió 13,9 puntos, 9,6 rebotes, 2 asistencias y 1,5 tapones.
En la temporada 2013-2014 fichó por un histórico italiano, como es el Pallacanestro Cantù. En 32 partidos de liga promedió 8,3 puntos, 4,5 rebotes y 1 asistencia, mientras que en Eurocup en 16 partidos jugados promedió 12,3 puntos, 6,2 rebotes y 1,2 asistencias. Acabó la temporada en el Leones de Ponce (baloncesto) puertorriqueño, donde se proclamó campeón de la BSN. Promedió 4,4 puntos y 3,2 rebotes en 21 partidos jugados.
En la temporada 2014-2015 volvió a Israel, donde estuvo cinco años para jugar en el Hapoel Eilat. En 37 partidos de liga promedió 14 puntos, 7,8 rebotes, 2 asistencias y 1,7 robos de balón. Volvió acabar la temporada en el Leones de Ponce (baloncesto), donde fue campeón de la BSN por segunda vez, y donde promedió 11 puntos, 7,6 rebotes, 1,5 asistencias y 1,3 tapones en 11 partidos jugados.
Para la temporada 2015-2016 fichó por un recién ascendido a la máxima categoría del baloncesto francés, como es el AS Mónaco Basket.

## Selección Jamaicana
Participó en el Campeonato FIBA Américas de 2013 celebrado en Caracas, donde Jamaica quedó en 8.ª posición, con unos promedios de 5,8 puntos y 5,3 rebotes en 8 partidos jugados.